# Holcapanteles sulciscutis
Holcapanteles sulciscutis är en stekelart som beskrevs av Cameron 1905. Holcapanteles sulciscutis ingår i släktet Holcapanteles och familjen bracksteklar. Inga underarter finns listade i Catalogue of Life.